# Футбольный союз Сербии
Футбо́льный сою́з Се́рбии (серб. Фудбалски савез Србије) — организация, осуществляющая контроль и управление футболом в Сербии. Располагается в Белграде. Основан де-юре в 1919 году как Футбольный союз Югославии, член ФИФА с 1921 и УЕФА с 1954 года. Правопреемник Футбольного союза Югославии. Союз организует деятельность и управляет национальными сборными по футболу (в том числе и главной национальной сборной). Под эгидой союза проводятся соревнования в Суперлиге, Первой лиге, Сербской лиге и Кубке Сербии.

## Зарождение футбола в Сербии
Первый футбольный матч в Сербии был сыгран 18 (31) мая 1896 года между командами Нижнего Калемегдана и Небойшиной башни. Организатором матча выступило гимнастическое общество «Сокол». В газете «Вечерние новости» писалось, что гимнасты проводили матч по правилам, которые не являлись чисто футбольным правилами. 15 июня 1899 года Первое сербское общество по игре в мяч организовало встречу на новом стадионе у Дома для детей-сирот, на организацию матча было потрачено 500 динаров. Весной 1901 года футбол снова появился в Белграде, а в апреле 1903 года был основан футбольный клуб «Соко», названный в честь сокольского движения
14 сентября 1903 года в Крагуеваце по инициативе Данилы «Даче» Стояновича был основан клуб «Шумадия 1903». Он считался старейшим из сербских клубов в действовавших границах: исторически самым старым сербским клубом считается команда «Бачка 1901», основанная 3 августа 1901 года в Суботице, но числившаяся как команда Австро-Венгрии (некоторое время клуб играл в лиге Южной Венгрии. Команды «Соко» и «Шумадия» провели в 1904 году первый матч друг против друга. Вскоре в Сербии стали один за другим возникать клубы: в 1908 году — «Душан Силни» (Шабац), в 1909 году — «Вихор» (Обреновац) и «Делиград» (Алексинац), в 1910 — «Сокол» (Кралево), в 1912 — «Олимпия» (Ниш), «Явор» (Иваница), «Озрен» (Соко-Баня) и многие другие. В 1905 году Анастасис Христодул перевёл Правила игры в футбол на сербский, а в 1913 году состоялся первый турнир.
28 августа 1948 года Футбольный союз Сербии был образован по решению Физкультурного союза Сербии: он представлял интересы Народной Республики Сербии в ФНРЮ.

## Организация
Футбольный союз Сербии является единой футбольной организацией на территории Республики Сербии, которую составляют футбольные клубы и их ассоциации, территориальные футбольные союзы, объединения и прочие футбольные организации. К территориальным относятся
- Краевые футбольные союзы
  - Футбольный союз Воеводины
  - Футбольный союз Косова и Метохии
- Региональные футбольные союзы
  - Футбольный союз Региона Восточная Сербия
  - Футбольный союз Региона Западная Сербия
- 5 городских футбольных союзов, в том числе Футбольный союз Белграда
- 8 пригородных футбольных союзов
- 17 окружных футбольных союзов
- 102 общинских футбольных союзов

### Президенты ФСС после распада Югославии
- Милян Милянич (1992 — март 2001)
- Драган Стойкович (март 2001 — июнь 2005)
- Томислав Караджич (июнь 2005 — июль 2006)
- Звездан Терзич (июль 2006 — март 2008)
- Томислав Караджич (июль 2008 — май 2016)
- Славиша Кокеза (май 2016 — март 2021)[2]

## Клубы
По статистике Футбольным союзом Сербии зарегистрированы:
- 2032 футбольных клуба
- 4368 команд разных возрастных категорий
- 365 лиг разных уровней
- 122854 профессиональных футболиста
- 4901 футбольный тренер
- 4032 футбольных арбитра
- 1146 спортивных врачей

## Организуемые чемпионаты

### Мужские

#### Футбол
- Суперлига Сербии — первый уровень
- Первая лига Сербии — второй уровень
- Сербская лига (4 группы) — третий уровень
  - Сербская лига «Запад»
  - Сербская лига «Восток»
  - Сербская лига «Воеводина»
  - Сербская лига «Белград»
- Зонные лиги (10 групп) — четвёртый уровень
  - Белградская зона
  - Банатская зона
  - Бачкинская зона
  - Новосадско-сремская зона
  - Зона Морава
  - Зона Дунай
  - Зона Дрина
  - Зона Запад
  - Зона Восток
  - Зона Юг
- Окружные лиги (31 лига) — пятый уровень
- Межобщинские лиги (52 лиги) — шестой уровень
- Общинские лиги (57 лиг) — седьмой уровень
- Вторые общинские лиги (6 лиг) — восьмой уровень
- Детские, юношеские и молодёжные лиги

#### Мини-футбол
- Первая лига Сербии — первый уровень
- Вторая лига Сербии (4 группы) — второй уровень
  - Вторая лига Сербии (группа «Белград»)
  - Вторая лига Сербии (группа «Запад»)
  - Вторая лига Сербии (группа «Восток»)
  - Вторая лига Сербии (группа «Воеводина»)

### Женские
- Суперлига Сербии — первый уровень
- Первая лига Сербии — второй уровень
- Вторая лига Сербии — третий уровень
  - Вторая лига Сербии (группа «Запад»)
  - Вторая лига Сербии (группа «Север»)

## Организуемые кубки

### Мужские
- Кубок Сербии по футболу
- Кубок Сербии по мини-футболу

### Женские
- Кубок Сербии по футболу среди женщин

## Курируемые сборные

### Мужские
- Сборная Сербии по футболу
- Молодёжная сборная Сербии по футболу (до 21 года)
- Сборная Сербии по футболу (до 20 лет)
- Сборная Сербии по футболу (до 19 лет)
- Сборная Сербии по футболу (до 17 лет)
- Сборная Сербии по мини-футболу

### Женские
- Женская сборная Сербии по футболу
- Женская сборная Сербии по футболу (до 19 лет)
- Женская сборная Сербии по футболу (до 17 лет)